# Ettrick (Wisconsin)
Ettrick est un village du comté de Trempealeau, dans l'État du Wisconsin, aux États-Unis. En 2020, il comptait une population de 525 habitants.